# Fukyu kata
Fukyu kata è l'insieme dei kata intermedi del karate dello stile Gōjū-ryū.
I Fukyu kata sono preceduti dai kata di base del Gōjū-ryū, che sono detti Taikyoku kata e sono seguiti dai kata superiori, detti Kaishuu kata.
I Fukyu kata sono 4:
1. Gekisai Dai Ichi - "Distruggere numero 1"
2. Gekisai Dai Ni - "Distruggere numero 2"
3. Sanchin - "Le 3 battaglie"
4. Tensho  - "Mani rotanti"

I primi due kata sono stati creati da Chōjun Miyagi, mentre gli ultimi due kata affondano le loro radici nelle antiche arti marziali cinesi, anche se sono poi stati modificati sempre da Chōjun Miyagi.